# پم کیلبورن
پم کیلبورن (انگلیسی: Pam Kilborn; ۱۲ اوت ۱۹۳۹ – ) ورزشکار دو و میدانی اهل استرالیا بود.
وی در مسابقات کشوری و بین‌المللی در مجموع برندهٔ ۶ مدال طلا، ۱ مدال نقره، ۱ مدال برنز شده‌است.